# Black Steam
Black Steam är ett svenskt heavy metalband som bildades i september 2017 i Linköping.

## Historia
Black Steams originalmedlemmar var Stefan Borg (sång), Wilhelm Glanz (gitarr), Jan Högström (gitarr), Hans Liljebladh (basgitarr) och Oskar Rask (trummor). 
Bandet bildades 2017 på initiativ av sångaren Stefan Borg. Först rekryterades gitarristerna Wilhelm Glanz och Jan Högström, och kort därefter trummisen Oskar Rask och basisten Hans Liljebladh. 
Den 30 mars 2018 släpptes första singeln, "Tomorrow I'm Gone", och den 13 april släpptes andra singeln "Metal Guardians". Kort därefter, den 21 april, gjorde bandet sin första spelning på "Palatset" i Linköping. Därefter följde spelningar samma år på StoråFestivalen i Söderköping och L'Orient i Linköping. Ytterligare två singlar gavs ut samma år, "Call For Eternity" den 27 juli samt "Midnight Obsession" den 30 november.
År 2019 gjorde Black Steam ett antal spelningar på de lokala scenerna i Linköping, Palatset, L'Orient och Skylten, men också på Bomber Bar i Motala där de supportade tyska metalbandet Them tillsammans med danska Pectoria. Den 20 september samma år släppte Black Steam en självbetitlad EP dels digitalt men också på CD. Skivan bestod av fyra låtar; "Pain", "To Your Grave", "Soul Reaper" och "Motherland".
2020 började bra med supportspelning till italienska Motörqueens på Platens Bar i Linköping den 8 februari och flera inbokade spelningar. Men ödet ville annat och redan veckan efter slog Covid-19-pandemin till med full kraft vilket innebar inställda spelningar. En olycka kommer sällan ensam och i samma veva meddelar Oskar Rask att han vill lämna bandet på grund av egna projekt. Uffe Tillman (Isengard, Crossing Eterinty) rekryteras som hans ersättare i april 2020. Glädjen varar dock inte länge då Jan Högström kort därefter meddelar att han tvingas sluta spela på grund av värk i händerna. Bandet som nu påbörjat arbetet med låtar till sitt debutalbum väntar fram till Oktober samma år då Jesper Johanson (Morifade) rekryteras som ny gitarrist i Black Steam. Samarbetet fungerar dock inte och redan i januari 2021 slutar Jesper.
2021 inleds med att bandet separerar från Jesper Johansson och återigen är man ett 4-mannaband. Arbetet med att släppa en ny singel är dock långt framskridet och med hjälp av låtens kompositör, Jan Högström färdigställs bandets första ballad "Broken" och släpps som singel den 9 juli 2021.
I november bekräftas Carl Lidberg som ny gitarrist.
Under våren och sommaren 2022 slutförs inspelningarna av låtarna till bandets debutalbum och strax därefter släpps singlarna Fight (3 juni) och Falling (25 augusti).
Den 1 oktober ställer sig bandet återigen på scen i den nya uppsättningen på Bomber Bar i Motala tillsammans med Motalabandet Light Of Candle.
Inför releasen av sitt debutalbum släpper bandet singlarna Strong And United (11 november) och Feel The Power (22 november).
Den 25 november släpper Black Steam sitt första album "Come To My Darkness" och dagen efter den 26 november har de sitt releaseparty/spelning på Palatset i Linköping.

## Medlemmar
Nuvarande medlemmar
- Stefan Borg – sång (2017– )
- Wilhelm Glanz – gitarr (2017– )
- Hans Liljebladh – basgitarr (2017- )
- Uffe Tillman – trummor (2020 – )
- Kennet Jansson gitarr (2024 - )

Tidigare medlemmar
- Oskar Rask – trummor (2017-2020)
- Jan Högström – gitarr (2017-2020)
- Jesper Johansson – gitarr (2020)
- Carl Lidberg - gitarr (2021-2024)

## Diskografi
Studioalbum
- Come To My Darkness (2022)

EP
- Black Steam (2019)

Singlar
- "Tomorrow I'm Gone" (2018)
- "Metal Guardians" (2018)
- "Call For Eternity" (2018)
- "Midnight Obsession" (2018)
- "Broken" (2021)
- "Fight" (2022)
- "Falling" (2022)
- "Strong And United (2022)
- "Feel The Power" (2022)
- "The Sun Will Rise Again" (Remix) (2024)